# 238 Pułk Piechoty (1920)
238 ochotniczy pułk piechoty (238 pp) – oddział piechoty Wojska Polskiego w II Rzeczypospolitej okresu wojny polsko-bolszewickiej.

## Formowanie i zmiany organizacyjne
238 ochotniczy pułk piechoty został sformowany we Lwowie. Pułk, złożony z trzech batalionów, pełnił służbę garnizonową w mieście. We wrześniu został rozwiązany i użyty do uzupełnienia 38 pułku piechoty.